# 伊東昭代
伊東 昭代（いとう あきよ）は、日本の地方公務員。宮城県教育委員会教育長、宮城県美術館長、じもとホールディングス社外取締役を歴任。

## 人物
愛知県豊明市出身。1981年京都大学法学部卒業後、宮城県庁入庁。宮城県初の女性総務部長を務めた後、2019年に宮城県教育委員会初の女性教育長に就任。宮城県教育委員会教育長を２期の途中で退任した後、じもとホールディングスの社外取締役、宮城県美術館の館長に就任。

## 職歴
- 1981年 - 宮城県庁入庁
- 2008年 - 宮城県企画部政策課長
- 2011年 - 宮城県教育庁教育次長
- 2013年 - 東京事務所長
- 2014年 - 保健福祉部長
- 2016年 - 震災復興・企画部長[4]
- 2018年 - 総務部長
- 2019年 - 宮城県教育委員会教育長
- 2023年 - 宮城県美術館長
- 2023年 ‐ じもとホールディングス社外取締役